# Sinthgunt

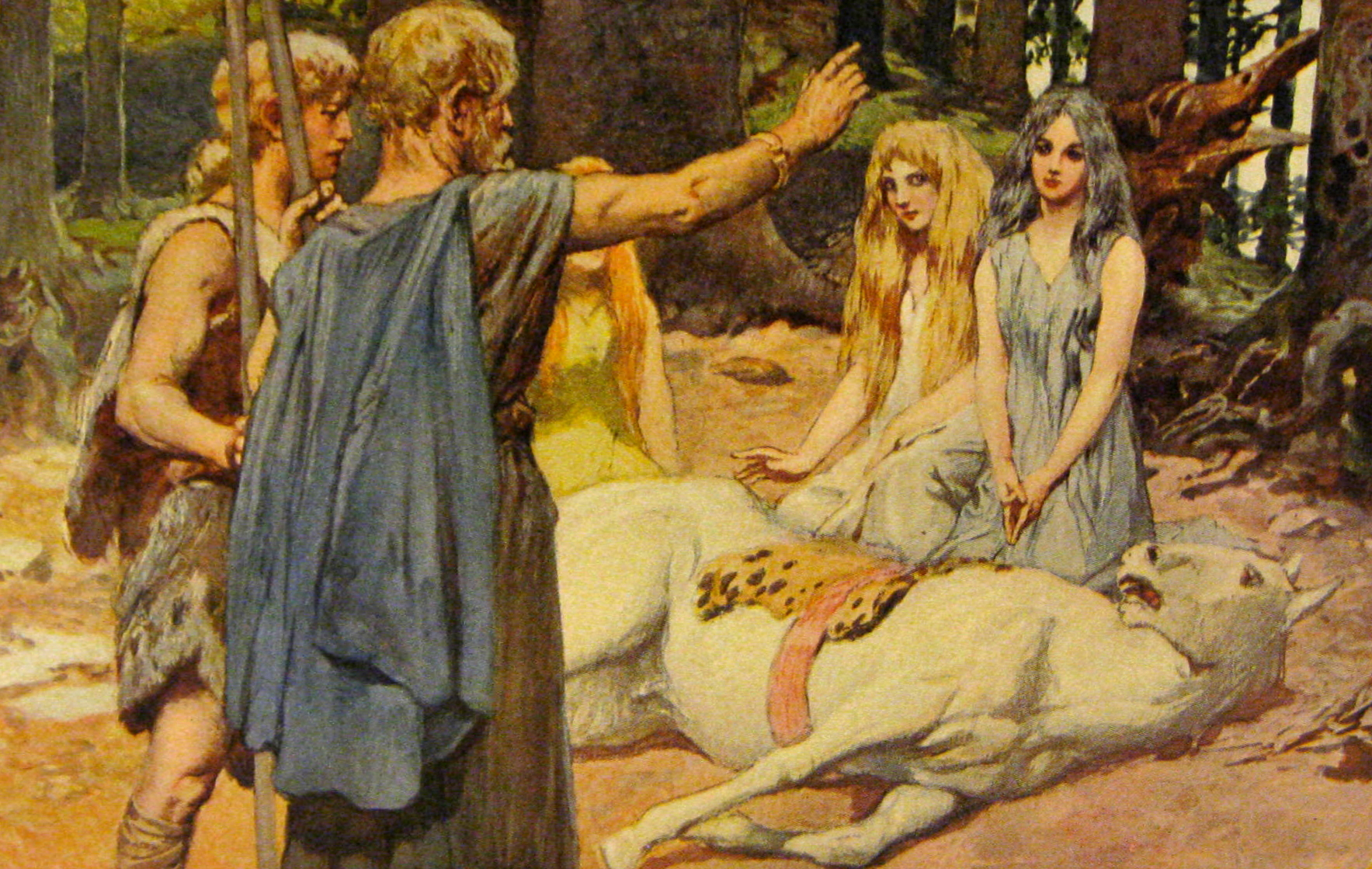
"Wodan Heals Balder's Horse" (1905) por Emil Doepler

Sinthgunt es una figura de la mitología nórdica solamente atestiguada en el manuscrito Alto alemán antiguo los 
Encantamientos de Merseburg en torno al siglo X en concreto en el llamado "de la cura del caballo". En los encantamientos, el autor se refiere a Sinthgunt como una de las hermanas biológicas de Sól (sunna en Alto alemán antiguo), la diosa escandinava del sol, o en otras versiones el sol mismo. Hay que tener en cuenta que sol en este idioma es una palabra femenina, y por lo tanto el sol es una entidad femenina.
Sinthgunt tiene un nombre que es una aliteración de Sól. y las dos hermanas (Sinthgunt y Sól) son citadas como productoras de los encantamientos que curan al caballo de Phol, personaje que sin embargo esta sin acreditar. Las dos hermanas vienen seguidas en el manuscrito por Friia y Uolla cuyos nombres también presentan aliteración y son descritas como hermanas.
Como de Sinthgunt solo se conserva una única mención, su importancia como figura es por lo demás desconocida, pero existen algunas teorías académicas acerca de su papel en la mitología germánica basadas en etimologías propuestas, y la importancia potencial de su colocación dentro del encantamiento.

## Etimología
La etimología de Sinthgunt no está clara. En el manuscrito original, Sinthgunt se deletrea "SinhtGunt" (énfasis añadido). Una interpretación que se ciñe directamente a esta lectura ha producido interpretaciones como "La noctámbula", "La que camina de noche". Como resultado de su paralelismo con Sunna (Sól), el sol personificado, esta etimología se ha interpretado como una referencia a Sinthgunt como la Luna. Sin embargo, esta lectura tiene problemas; la luna en la mitología germánica es considerada una entidad de género masculino así como la palabra es masculina, hecho ejemplificado en la personificación de la luna en la mitología nórdica, en Máni, una figura masculina. Interpretaciones de la etimología de "Sinthgunt" modificada han dado lugar a lecturas como "La que va hacia la batalla" o "cuerpo celestial, estrella".

## Colocación
Las figuras Fulla (Uolla) y Frigg (Friia) están acreditadas juntas en posteriores fuentes en nórdico antiguo (aunque no como hermanas), y se han propuesto teorías que Fulla pudo en algún momento haber sido un aspecto de Frigg. Como resultado, esta noción ha dado lugar a la teoría de que una situación similar pudo haber existido entre las figuras de Sinthgunt y Sól, en la que ambas pueden haber sido entendidas como aspectos de una entidad o de otro en lugar de figuras totalmente independientes.